# Sayn-Wittgenstein-Saynové
Knížecí rod Sayn-Wittgenstein-Saynů (německy Sayn-Wittgenstein-Sayn) je jednou z linií šlechtického rodu Sayn-Wittgensteinů, který pochází z Porýní. Jejich rodovým sídlem byl zprvu hrad Sayn ve stejnojmenné obci poblíž Bendorfu na řece Rýn.
Šlechtický titul knížata (Fürsten) zu Sayn-Wittgenstein-Sayn má tento rod od roku 1861. Dnešní hlavou rodu je Alexander Konrad Prinz zu Sayn-Wittgenstein-Sayn (* 1943 v Salcburku). Tak zní podle platného německého zákona jeho občanské jméno, on sám se však nazývá Alexander Fürst zu Sayn-Wittgenstein (většinou bez druhého Sayn).